# ダスティ・ジョンソン
ダスティン・M・ジョンソン（英語：Dustin M. Johnson, 1976年9月30日 - )はアメリカ合衆国の政治家。所属政党は共和党。2005年から2011年までサウスダコタ州公益事業委員を務めたあと、2011年から2014年までデニス・デュガード州知事の首席補佐官に就任した。2019年からアメリカ合衆国下院議員（サウスダコタ州）に就任ている。

## 経歴・人物
1976年9月30日、ジョンソンはサウスダコタ州ピアで生まれた。サウスダコタ大学で政治学を修めた後、カンザス大学に進んで公共経営を学んだ。2004年にサウスダコタ州公益事業委員会の委員に選出され、当時としては全米で最も若い公益事業委員となった。2011年に委員を辞職し、デニス・デュガード州知事の首席補佐官に就任した2014年に首席補佐官を辞任すると、公職を離れてサウスダコタ州ミッチェルのVantage Point Solutions社に勤めた。
2016年、共和党現職のクリスティ・ノーム下院議員は2018年サウスダコタ州知事選挙への出馬を表明した。同年11月15日、ジョンソンは下院議員選挙への出馬を表明し、翌年6月の予備選挙でシャンテル・クレブス州長官とニール・タピオ州上院議員を破って党からの指名を確保し、総選挙では6割以上の得票率で当選を果たした。
ジョンソンは2020年選挙でも再選を目指して出馬を表明したが、2020年2月4日に元州議会議員のリズ・マーティ・メイも共和党予備選への出馬を表明した。メイは米国・メキシコ・カナダ協定が地元サウスダコタ州の畜産業に悪影響を与えると主張したほか、ジョンソンがトランプの壁に反対する投票を行なったことに不満を述べた。6月の予備選挙でジョンソンは77%の票を得て党指名を維持した。
一方の民主党は2名の候補が立候補を表明したものの、予備選挙の参加に必要な署名数を集められずいずれも撤退した。ランディ・セイラー州党委員長によれば、撤退の理由は2019年に発生したCOVID-19パンデミックの影響であるとされた。総選挙ではリバタリアン党の候補を破り、81％の得票率で再選を果たした。